# Corporate Compliance Zeitschrift
Die Corporate Compliance Zeitschrift (CCZ) ist eine juristische Fachzeitschrift, die seit 2008 zweimonatlich im Verlag C. H. Beck erscheint. Schwerpunktmäßig befasst sie sich mit dem Gesellschaftsrecht, dem Teilgebiet Unternehmensrichtlinien, sowie aktuellen Haftungsfragen mit Bezügen zum Gesellschaftsrecht.
Herausgeber sind Axel Epe, Holger Fleischer, Wulf Goette, Ulrich Göres, Christoph E. Hauschka, Stefanie Held, Thomas Klindt, Thomas Lösler, Klaus Moosmayer, Meinhard Remberg, Volker Rieble, Uwe H. Schneider, Gerald Spindler, Sven Thomas, Michael Volz, Daniela Weber-Rey, in Kooperation mit dem Netzwerk Compliance e.V.; die Schriftleitung übernehmen die Rechtsanwälte Michael Pant, Christoph E. Hauschka und Stefanie Held.